# Euxenister wheeleri
Euxenister wheeleri är en skalbaggsart som beskrevs av Mann 1925. Euxenister wheeleri ingår i släktet Euxenister och familjen stumpbaggar. Inga underarter finns listade i Catalogue of Life.